# Mimosybra spinipennis
Mimosybra spinipennis là một loài bọ cánh cứng trong họ Cerambycidae.